# 尖頭蝴蝶魚
尖頭蝴蝶魚，為輻鰭魚綱鱸形目蝴蝶魚科的其中一種。

## 分布
本魚分布於印度太平洋區，包括肯亞、馬爾地夫、斯里蘭卡、印尼、菲律賓、澳洲、斐濟、帛琉等海域。

## 深度
水深10－40公尺。

## 特徵
本魚體呈方圓形，吻突出，頭部有一黑色斑塊通過眼睛，體呈白色，體側具有數十條垂直的黑細條紋，背部右上方有一貝黃色圍繞的大黑斑塊。和紋身蝴蝶魚（Chaetodon lineolatus）類似，但其最大差異在頭部的斑塊前者有分開，而後者沒有。各鰭為黃色，其中尾鰭、背鰭和臀鰭都有橘色和黑色的細橫紋。背鰭硬棘11至12枚、背鰭軟條22至24枚；臀鰭硬棘3枚、臀鰭軟條18至20枚。體長可達25公分。

## 生態
本魚棲息於岸礁的珊瑚繁盛區域，主要捕食珊瑚蟲與海葵，通常成對出現。

## 經濟利用
為觀賞魚類，不供食用。